# Den forfaldne Husleje
Den forfaldne Husleje er en dansk stum komediefilm fra 1907 produceret af Nordisk Films Kompagni. Filmens instruktør er ukendt.
Filmen blev distribueret i Storbritannien under titlen The overdue House-Rent.

## Handling
En fattige maler er i færd med at male et portræt af en smuk kvinde i malerens lejlighed, da udlejeren kommer forbi for at indkræve huslejen. Maleren har ingen penge, men forklarer, at han snart skal giftes med den smukke - og rige - kvinde, som han er i færd med at male. Udlejeren insisterer på at vente i lejligheden, indtil kvinden kommer, og han gemmer sig under et bord, men har forinden bundet et reb om malerens ben. 
Da kvinden kommer, må maleren fri til hende, men hun siger nej. Udlejeren bliver vred og trækker hårdt i rebet, så maleren falder ned over bordet og sammenhængen går op for kvinden. Hun betaler huslejen og siger ja til malerens frierier.